# Refugi del Ras de Conques
El refugi de Ras de Conques és un refugi de muntanya prop del poble d'Ars dins el municipi de les Valls de Valira (Alt Urgell) a 1.840 m d'altitud i situat per sobre de les bordes de Ras de Conques i sota el Cap de la Devesa, a l'est de la Creu del Ras.